# Sieraadontwerper
Een sieraadontwerper vervaardigt objecten om het lichaam te tooien, die kunnen bestaan uit diverse materialen. Anders dan de edelsmid werkt een sieraadontwerper niet noodzakelijkerwijs met edele metalen. Nederland bood bij uitstek vruchtbare bodem aan het werk van een nieuwe generatie vormgevers die in hun werk naar democratisering streefden. Vanaf de jaren 60 van de twintigste eeuw worden in de Westerse sieradenwereld nieuwe materialen als hout, kunststof, rubber, keramiek, textiel, en aluminium toegepast. Ook vluchtige materialen als feromonen en ijsblokjes zijn verwerkt tot sieraad.

## Nederland
In Nederland bestaan verschillende opleidingen waar mensen worden opgeleid tot sieraadontwerper, waaronder de Vakschool Schoonhoven, de Gerrit Rietveld Academie en het Sandberg Instituut.
Verschillende culturele instellingen en musea in Nederland verzamelen en presenteren actief werk van sieraadontwerpers en edelsmeden. Het Centraal Museum te Utrecht, het CODA te Apeldoorn, het Museum voor Moderne Kunst Arnhem, het Rijksmuseum Amsterdam, het Stedelijk Museum Amsterdam, het Stedelijk Museum 's-Hertogenbosch en het TextielMuseum te Tilburg zijn de belangrijkste. 
Het Schmuckmuseum Pforzheim in Duitsland is het enige museum ter wereld dat zich exclusief heeft toegelegd op het verzamelen en presenteren van werk van edelsmeden en sieraadontwerpers.
Andere musea in het buitenland gespecialiseerd in het sieraad zijn onder meer het Grassimuseum te Leipzig, het Hessisches Landesmuseum Darmstadt, het Musée des Arts Décoratifs (Parijs) en het Victoria and Albert Museum te Londen.
Enkele bekende Nederlandse sieraadontwerpers zijn Hans Appenzeller, Gijs Bakker, Dinie Besems, Françoise van den Bosch, Paul Derrez, Maria Hees, Marion Herbst, Herman Hermsen, Petra Hartman, Beppe Kessler, Emmy van Leersum, Nel Linssen, Ted Noten, Bruno Ninaber van Eyben, Robert Smit, Katja Prins en Lam de Wolf.
Galerie Sieraad (1969-1975) van Lous Martin en Hans Appenzeller was de eerste galerie in Nederland die zich exclusief had toegelegd op het tonen van werk van Nederlandse sieraadontwerpers en edelsmeden. Andere galeries die werk van sieraadontwerpers presenteerden waren Galerie Swart, Galerie Ekster, Galerie Het Kapelhuis, Galerie Trits, Galerie Lous Martin, Galerie Nouvelles Images en Galerie Louise Smit. In Nederland bevindt zich anno 2015 een drietal galeries dat zich heeft gespecialiseerd in het werk van hedendaagse sieraadontwerpers en zo bijdraagt aan de waardering en erkenning van het vak, het betreft Galerie Ra en Galerie Rob Koudijs te Amsterdam en Galerie Marzee te Nijmegen. De galeries staan jaarlijks op beurzen als de KunstRAI in Amsterdam, Frame in München en Collect in Londen.

## Groot-Brittannië
In Groot-Brittannië speelden Caroline Broadhead, Pierre Degen, Susanna Heron, Julia Manheim, Wendy Ramshaw en David Watkins een voorbeeldrol in de ontwikkeling van het vak. Ook sieraadontwerpers met andere nationaliteiten hebben het nieuwe vakgebied beïnvloed. Te denken valt aan Giampaolo Babetto, Claus Bury, Esther Knobel, Daniel Kruger, Otto Künzli en Francesco Pavan.

## Sieradencollecties in musea (selectie)
- Centraal Museum, Utrecht
- CODA, Apeldoorn
- DIVA, Antwerpen
- Kruithuis, Den Bosch
- Musée des Arts Décoratifs, Parijs
- Museum voor Moderne Kunst Arnhem
- Rijksmuseum Amsterdam
- Schmuckmuseum Pforzheim
- Stedelijk Museum Amsterdam
- Stedelijk Museum 's-Hertogenbosch
- TextielMuseum, Tilburg
- Victoria and Albert Museum, Londen

## Tentoonstellingen over sieraden (selectie)
- 1972 - Sieraad 1900-1972, De Zonnehof, Amersfoort
- 1982 - Visies op sieraden, Stedelijk Museum Amsterdam
- 1987 - Holland in vorm: Sieraden, Gemeentemuseum Arnhem
- 2000 - Jewels of Mind and Mentality, Kruithuis, Den Bosch
- 2000 - Op de huid, sieraden uit de collectie, Museum voor Moderne Kunst Arnhem
- 2002 - Zonder wrijving geen glans, Centraal Museum, Utrecht
- 2011 - Ontketend, grenzeloze sieraden, Museum voor Moderne Kunst Arnhem
- 2013 - Dare to wear, sieraden uit de collectie Paul Derrez / Willem Hoogstede, CODA, Apeldoorn
- 2014 - Kettingreacties, sieraden en fotografie van Claartje Keur, CODA, Apeldoorn
- 2014 - Reinventing Nature - Terhi Tolvanen – een retrospectief, CODA, Apeldoorn[1]

## Afbeeldingen

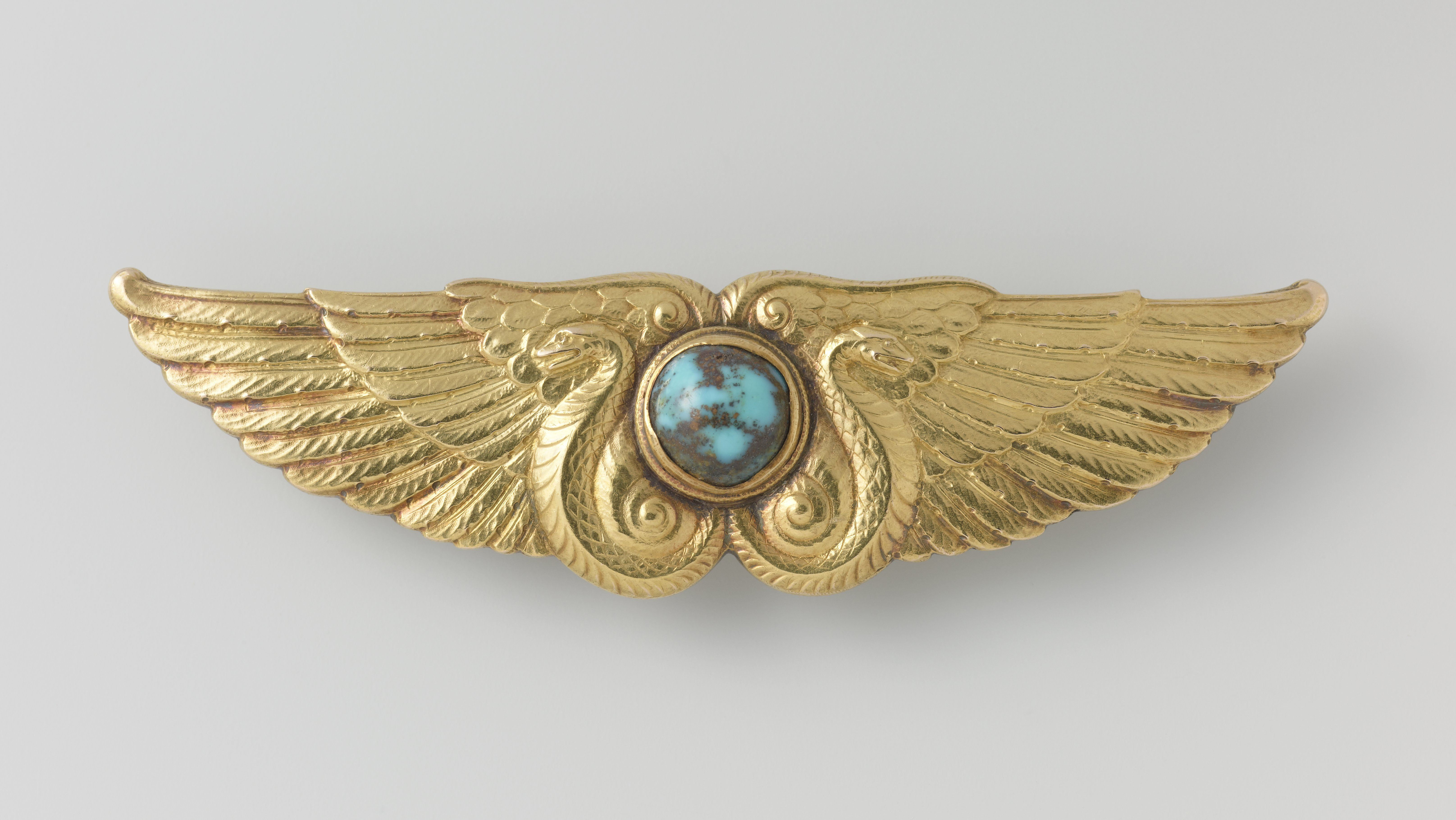
Broche van goud en turkoois (ca. 1906) van Frans Zwollo sr., collectie Rijksmuseum Amsterdam
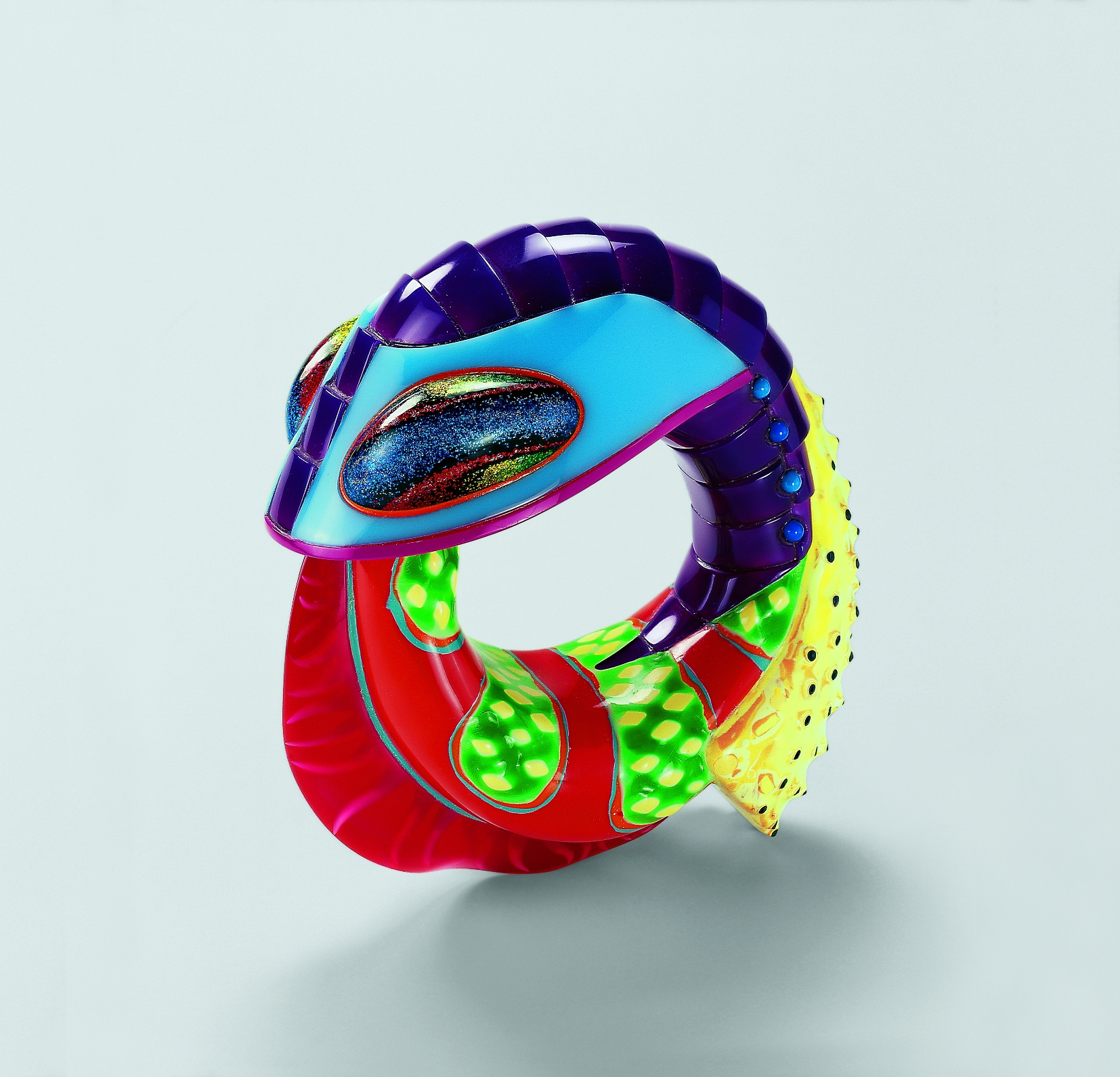
Armband (1998) van Peter Chang, collectie Schmuckmuseum Pforzheim
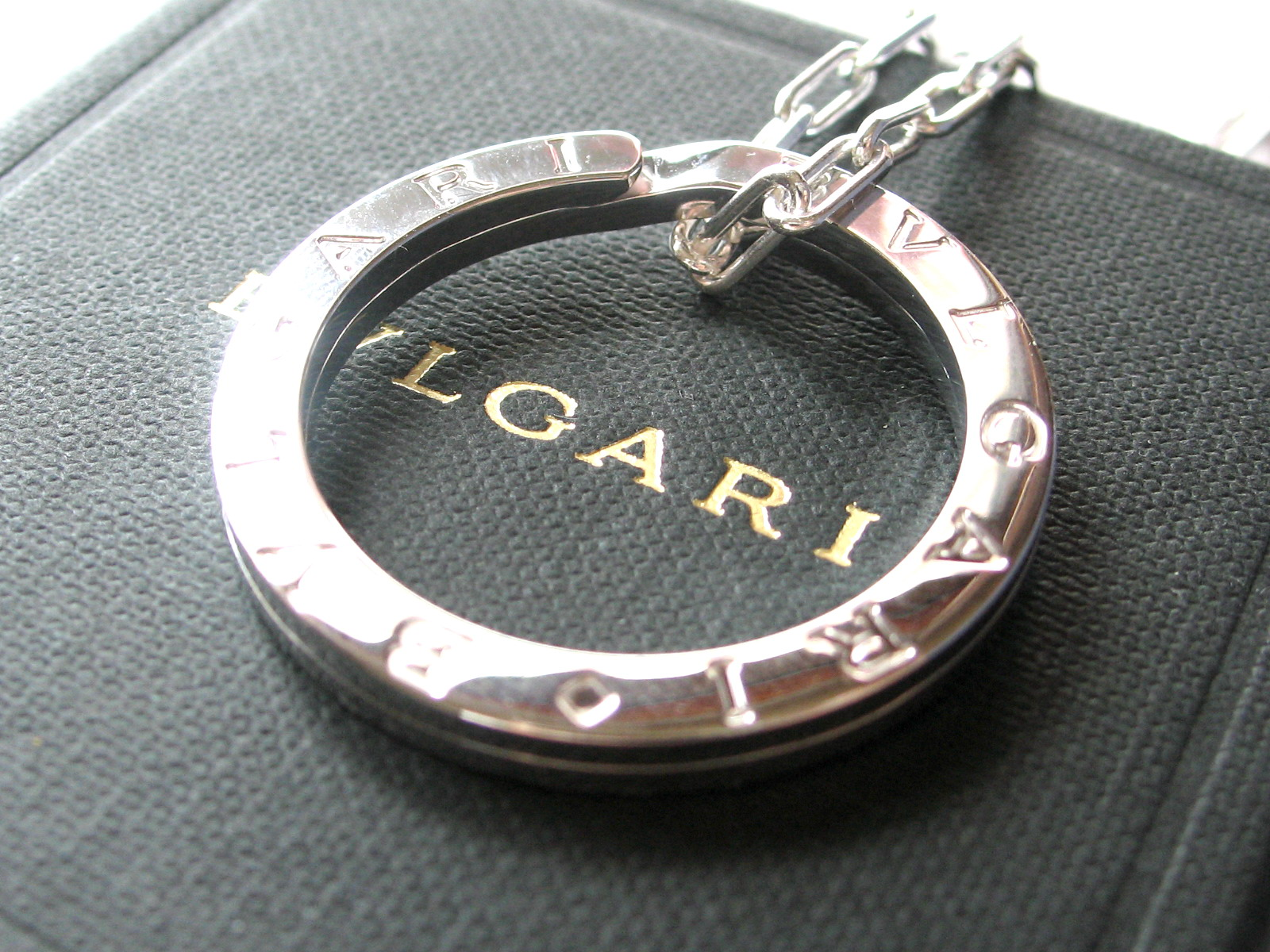
Bulgari halsketting